# Tony Bullimore
Anthony Maurice Frederick Bullimore, dit Tony Bullimore (né le 15 janvier 1939 à Southend-on-Sea et mort le 30 juillet 2018 à Bristol), est un navigateur britannique.

## Biographie
En 1966, sa femme Lalel et lui ouvrent un club à le « Bamboo Club » à Bristol, où se sont produits Bob Marley, Ben E. King et Tina Turner Le club ferme en 1977 à la suite d'un incendie.
En 1985, l'YJA (Yachting Journalists' Association) a décerné à Tony Bullimore le titre de  marin de l'année. 
Il est surtout connu pour avoir survécu 5 jours dans la coque de son bateau chaviré, dans une petite poche d'air, dans l'océan Indien lors du Vendée Globe 1996 (lors de cette édition, plusieurs concurrents chavireront dans cet océan, un disparaitra en mer). Il a été secouru par la frégate HMAS Adelaide (en) de la marine australienne. Il décrit son aventure et sa préparation au Vendée Globe 1996 dans un livre au titre évocateur : "Sauvé !"

## Palmarès
- 2005 : record de l'océan Atlantique sud en 11 jours 10 heures 22 minutes et 13 secondes sur le catamaran Doha [7]
- 2005 : 2e de l'Oryx quest sur le catamaran Daedalus
- 2001 : 5e de The Race sur le catamaran Team Legato
- 1988 : 9e de la Transat anglaise
- 1982 : 1er de la Course de l'Europe en Formule 2